# Margit-legenda
A Margit-legenda magyar nyelven írt legenda, amely IV. Béla magyar király lánya, Árpád-házi Szent Margit (1242–1270) Domonkos-rendi apáca kolostori életéről, csodatételeiről szól, valamint róla szóló vallomásokat tartalmaz.

## Keletkezése
Ismeretlen időben keletkezett, ismeretlen szerzőtől származik és két latin nyelvű forrás nyomán készült. Az egyik forrás az ún. Legenda vetus, a Margitról szóló legendák közül a legrégebbi, amelyet vélhetően Marcellus, Margit gyóntatója és lelki vezetője, a magyar domonkosok rendfőnöke írt nem sokkal Margit halálát követően, feltehetően kanonizációs céllal. A másik forrás az a jegyzőkönyv, ami az 1276-ban Margit életéről tartott második szentségvizsgálat során tett tanúvallomásokat tartalmazza. A kutatók többsége szerint a legendát valószínűleg a 13. század végén írták meg eredetileg latin nyelven, s ennek magyarra fordításából alakulhatott ki – többszöri átdolgozást, stilisztikai javítást követően – a 14. század végére a jelenleg ismert szöveg. Mivel a feltételezett, latin nyelvű eredeti legendaszöveg létéről semmilyen információ sincs, mások inkább azt feltételezik, hogy egy ideig csak a legenda szövegének két forrása létezett, s azokat a 15. század elején vagy a végén dolgozták össze, majd ezt fordították magyarra. Azonban elképzelhető az is, hogy a két forrásból közvetlenül magyarul írták meg eredetileg a legendát (akár már 1310 körül).
A legenda szövegét az a kódex őrizte meg, amit Ráskay Lea másolt – illetve feltehetően át is írt – 1510-ben a Margit-szigeti domonkos kolostorban (vagyis ott, ahol Margit évszázadokkal korábban élt). A legendát tartalmazó kódex 1529-ben a nagyváradi klarisszákhoz került – miután a Margit-szigeti apácák a török elől odaköltöztek –, onnan Nagyszombatba, majd Pozsonyba, s 1836-ban az Országos Széchényi Könyvtárba, ahol jelenleg is található. Könyvtári jelzete: Magyar Nyelvemlék 3.
Először 1879-ben adták ki a Nyelvemléktár című sorozat 8. köteteként, majd 1990-ben a Régi magyar kódexek című sorozat 10. köteteként Szent Margit élete, 1510 címmel tették közzé Dömötör Adrienne és Pólya Katalin átiratát jegyzeteikkel.
A legenda Árpád-házi Szent Margit, IV. Béla Árpád-házi király később szentté avatott lányának, Domonkos-rendi apácának rövid, aszketikus, kolostori életéről szól, akit a keresztény egyház által sugallt ideális élet megtestesítőjeként ábrázoltak a műben: megvetette a földi életet, alázatosan, szegénységben élt, nem tisztálkodott, sanyargatta önmagát, gyakran vezekelt, többek között ostorozta magát, vezeklő övet (ciliciumot) hordott; s tette mindezeket úgy, hogy rendtársai is túlzásnak, királyi származásához méltatlannak tartották eme cselekedeteit. A legenda leírja, hogy Isten csodás képességeket adományozott neki. A műben a középkori keresztény egyház embereszménye mellett megjelenik a kor bírálata, s egyes helyeken megmutatkozik a valójában létező feudális anarchia.

## Felosztása
1. Margit élete. Származása, gyermekkora, szokásai, házassági kísérlet, halála.
2. Margittal kapcsolatos csodák leírása.
3. Margittal kapcsolatos halála utáni csodák.
4. Margittal kapcsolatos halottfeltámasztások.
5. További csodák leírása.
6. Negyven nővértársa beszámolói.
7. Fülöp érsek a temetésén, vigasztaló szavak.[7]